# Jan Ozga
Jan Ozga (Wola Raniżowska, Voivodia Subcarpática, Polônia, 17 de abril de 1956) é Bispo de Doumé-Abong' Mbang.
O Bispo de Przemyśl, Ignacy Tokarczuk, o ordenou sacerdote em 7 de junho de 1981.
O Papa João Paulo II o nomeou Bispo de Doumé-Abong' Mbang em 24 de janeiro de 1997. O arcebispo de Douala, cardeal Christian Wiyghan Tumi, o consagrou bispo em 20 de abril do mesmo ano; Os co-consagradores foram Lambertus Johannes van Heygen CSSp, Arcebispo de Bertoua, e Jean Zoa, Arcebispo de Yaoundé.